# 弗呂拉維斯山
46°45′43.65″N 9°57′59.813″E / 46.7621250°N 9.96661472°E
弗呂拉維斯山（Flüela Wisshorn）是瑞士的山峰，位於該國東南部，由格勞賓登州負責管轄，屬於薩姆瑙恩阿爾卑斯山脈的一部分，海拔高度3,085米，每年平均降雨量1,367毫米。